# Lac Ranco
Le lac Ranco, en espagnol : lago Ranco, qui signifie « eaux vives » en mapudungun, est un lac situé à 887 kilomètres au sud de Santiago, dans la province de Ranco dans la XIVe région de Los Rios. Il est par sa superficie, le quatrième plus grand lac du Chili. Il est bordé au sud par la commune du même nom.
Le lac compte 13 principales îles, qui sont pour la plupart habitées. La principale, l'île Huapi, abrite une réserve mapuche et compte environ 600 habitants.
Très touristiques, les berges du lac attirent notamment les amateurs de pêche sportive.
Le 6 février 2024, l'ancien président du Chili Sebastián Piñera décède dans un accident d'hélicoptère au-dessus du lac Ranco.